# جابر بهروزی
جابر بهروزی (زاده ۱۹۹۱ مرودشت)وزنه‌بردار ایرانی است، که در دسته ۶۹ کیلوگرم رقابت می‌کند. وی پسرعموی سجاد بهروزی دیگر وزنه بردار ایرانی است.